# Prime Suspect (serie televisiva 1991)
Prime Suspect è una serie televisiva britannica creata da Lynda La Plante e prodotta da Granata Television per ITV. Trasmessa tra il 1991 e il 2006, la serie ha per protagonista Helen Mirren nel ruolo della poliziotta Jane Tennison, detective della squadra omicidi di Scotland Yard.
In Italia è andata in onda in prima visione sul canale satellitare Hallmark Channel tra febbraio e marzo 2007. Tutte le stagioni sono state pubblicate in DVD con doppio audio da Malavasi Editore, che ne ha curato l'edizione italiana.
Nel 2011 la rete statunitense NBC, grazie ad un accordo con il network ITV, ha prodotto un remake dal titolo omonimo: Prime Suspect. Nel 2017 ne è stato invece prodotto un prequel intitolato Prime Suspect 1973, andato in onda su ITV.  

## Episodi
La serie è composta complessivamente da quattordici episodi andati in onda nell'arco di sette stagioni tra il 7 aprile 1991 e il 22 ottobre 2006. Ogni episodio ha una durata di circa 100 minuti, eccetto l'unico episodio della quinta stagione che è di 205 minuti.
| Stagione         | Episodi | Prima TV Regno Unito | Prima TV Italia |
| ---------------- | ------- | -------------------- | --------------- |
| Prima stagione   | 2       | 1991                 | 2007            |
| Seconda stagione | 2       | 1992                 | 2007            |
| Terza stagione   | 2       | 1993                 | 2007            |
| Quarta stagione  | 3       | 1995                 | 2007            |
| Quinta stagione  | 1       | 1996                 | 2007            |
| Sesta stagione   | 2       | 2003                 | 2007            |
| Settima stagione | 2       | 2006                 | 2007            |

## Riconoscimenti
- BAFTA TV Awards
  - Nel 1992 premio per la miglior serie tv drammatica
  - Nel 1992 premio per la miglior attrice a Helen Mirren
  - Nel 1992 premio per il miglior montaggio video a Edward Mansell
  - Nel 1992 premio per la miglior fotografia a Ken Morgan
  - Nel 1993 premio per la miglior attrice a Helen Mirren
  - Nel 1994 premio per la miglior serie tv drammatica
  - Nel 1994 premio per la miglior attrice a Helen Mirren
  - Nel 2007 premio per la miglior musica a Nick Steer, John Whitworth, John Senior e John Rutherford

- Emmy Awards
  - Nel 1993 premio per la miglior miniserie o film tv
  - Nel 1993 premio per la miglior attrice protagonista in una miniserie o film tv a Helen Mirren
  - Nel 1994 premio per la miglior miniserie o film tv
  - Nel 1996 premio per la miglior attrice protagonista in una miniserie o film tv a Helen Mirren
  - Nel 1997 premio per la miglior miniserie o film tv
  - Nel 2007 premio per la miglior attrice protagonista in una miniserie o film tv a Helen Mirren
  - Nel 2007 premio per la miglior regia per una miniserie o film tv a Philip Martin
  - Nel 2007 premio per la miglior sceneggiatura per una miniserie o film tv a Frank Deasy

- Eddie Awards
  - Nel 2007 premio per la miglior miniserie o film tv

- Banff World Media Festival
  - Nel 1992 premio grand prize

- Broadcasting Press Guild Awards nelle categorie
  - Nel 1992 premio per la miglior serie tv drammatica
  - Nel 1992 premio per la miglior attrice a Helen Mirren
  - Nel 2007 premio per la miglior attrice a Helen Mirren

- Edgar Allan Poe Awards
  - Nel 1992 premio per il miglior miniserie o film tv
  - Nel 1993 premio per il miglior miniserie o film tv
  - Nel 1994 premio per il miglior miniserie o film tv

- Peabody Awards
  - Nel 1993 premio Peabody Award alla Granada Television e alla WGBH Boston

- PGA Awards
  - Nel 1996 premio per i produttori televisivi dell'anno a Sally Head, Rebecca Eaton, Paul Marcus e Brian Park

- Royal Television Society Awards
  - Nel 1992 premio per la miglior serie tv drammatica
  - Nel 1992 premio per la miglior attrice a Helen Mirren
  - Nel 1992 premio per la miglior sceneggiatura a Lynda La Plante
  - Nel 1996 premio per la miglior musica a Nick Steer, John Whitworth, John Senior e John Rutherford
  - Nel 2007 premio per la miglior attrice a Helen Mirren

- Satellite Awards
  - Nel 1997 premio per la miglior attrice protagonista in una miniserie o film tv a Helen Mirren

- Television Critics Association Awards
  - Nel 1994 premio per il miglior miniserie o film tv
  - Nel 2007 premio per la miglior attrice in una serie tv drammatica a Helen Mirren

## Parodie
Nel 1997, in occasione di una raccolta fondi per l'associazione Comic Relief, è stato trasmesso un episodio intitolato Prime Cracker, un crossover-parodia tra le serie Prime Suspect e Cracker, con entrambi i protagonisti (Helen Mirren e Robbie Coltrane) nei rispettivi ruoli.